# سیارک ۲۶۷۲۷
سیارک ۲۶۷۲۷ (به انگلیسی: 26727 Wujunjun، نامگذاری:2001HK10)۲۶۷۲۷مین سیارک کشف شده‌است که در ۱۶ آوریل ۲۰۰۱ کشف شد.